# メディアリンク
株式会社メディアリンクは、山口県周南市に本社があるケーブルテレビ局である。
県内では唯一FTTH STBレス配信のエムネット（M-net光）のブランド名でサービスを展開している。

## サービスエリア
- 山口県周南市、下松市の各一部

## 主な放送チャンネル

### 地上波系列別再送信局
| NHK-G   | NHK-E   | NNN/NNS  | ANN          | JNN        | TXN         | FNN/FNS      | JAITS |
| ------- | ------- | -------- | ------------ | ---------- | ----------- | ------------ | ----- |
| NHK山口 | NHK山口 | 山口放送 | 山口朝日放送 | テレビ山口 | TVQ九州放送 | テレビ西日本 |       |

### 特徴
- 山口県内初のSTBレス方式で、地上波デジタルからBS／CS放送や4K・8K放送までフルパススルー配信。
- FTTHでプラットホーム配信。
- 有料番組はスカパー!と直接契約で視聴。

## 同一地域のケーブルテレビ局
- シティーケーブル周南（徳山・新南陽・鹿野地区）